# کاشت یون
کاشت یون (به انگلیسی: ion implantation) فرایندی در مهندسی مواد است که در آن یون‌های برخی مواد را می‌توان در ماده‌ای دیگر کاشت و ویژگی‌های فیزیکی آن ماده را تغییر داد. این فرایند در ساخت نیمه‌رساناها و پرداخت فازها کاربرد دارد.

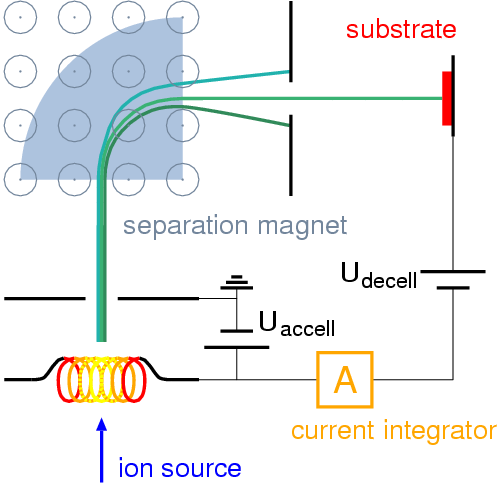

برای کاشت یون، نیاز به یک منبع یون است که با به بکاربردن شتاب‌دهنده ذره‌ای یون‌ها را می‌توان با سرعت زیاد روی سطح مورد نیاز کاشت. هر یون یک اتم یا مولکول است بنابراین مقدار یون انباشت شده روی سطح برابر با انتگرال جریان بر حسب زمان خواهد بود و به این مقدار دز گفته می‌شود. از آنجا که در کاشت یون جریان در حد میلی‌آمپر است، دز یون کاشته‌شده مقدار کمی‌ست.
انرژی یون‌های تابشی پیرامون ۱۰ تا ۵۰۰ کیلو الکترون‌ولت است. انرژی یون، مادهٔ یون و سطح تعیین‌گر میزان عمق نفوذ یون روی سطح‌اند و بین ۱۰ نانومتر تا ۱ میکرومتر است.

## کاربردها

### دوپینگ
مهمترین کاربرد کاشت یون افزودن ناخالصی به نیمه‌رساناها برای افزایش یا کاهش رساناییشان است. به این کار آلایش یا دوپینگ گفته می‌شود. یون عنصرهایی مانند فسفر، بور و آرسنیک به صورت گازی از تهیه و روی نیمه‌رساناهای سیلیسیومی کاشته می‌شوند. همچنین در ساخت اتصال P-N نیز کاشت یون بکار گرفته می‌شود.

### مزوتکسی
مزوتکسی Mesotaxy فرایند رشد دادن بلوری یک لایه زیر یک زیرلایه است که از لحاظ بلوری با هم جورند (در مقایسه با اپیتکسی که در آن یک لایه روی زیرلایه رشد داده می‌شود). برای ساخت لایه مزوتکسی، یون‌های پرانرژی به سطح تابانده می‌شوند و با کنترل دما از تغییر در ساختار بلوری زیرلایه جلوگیری می‌شود.

### پرداخت سطحی و افزایش چقرمگی فولاد ابزار
با کاشت یون روی سطح فولاد ابزار، یک لایه دارای تنش پسماند فشاری روی سطح ایجاد می‌شود که جلوی رشد ترک را گرفته و مقاومت به شکستخوردگی ابزار را افزایش می‌دهد. یکی از رایج‌ترین یون‌های بکاررفته در این فرایند یون نیتروژن است.

## معایب
از آنجا که برخورد یون‌ها به سطح عیب‌هایی را در ساختار مادهٔ پایه ایجاد می‌کنند، نمونه‌ای که در آن کاشت یون انجام شده آنیل می‌شود تا عیب‌های آن از بین بروند. از عیب‌های رایج می‌توان ایجاد جای خالی، آمورف‌شدن سطح بلوری مادهٔ پایه را نام برد.